# Anchistrocheles shinyangriensis
Anchistrocheles shinyangriensis is een mosselkreeftjessoort uit de familie van de Bythocyprididae. De wetenschappelijke naam van de soort is voor het eerst geldig gepubliceerd in 1990 door Lee.